# Body Language (canção de Queen)
"Body Language" é um single dance/funk da banda britânica de rock Queen, lançado em abril de 1982 na Europa e países norte-americanos. Do álbum Hot Space, a faixa tem influências de música disco, funk e soul, e foi escrita pelo vocalista Freddie Mercury.
Com uma temática basicamente sexual, a interpretação vocal de Mercury utiliza-se de gemidos e suspiros, e acordes de guitarra que acompanham a atmosfera da faixa. John Deacon não participou da canção pelo fato dos riffs de baixo serem produzidos por sintetizadores. O clipe gravado para a canção contém conotações eróticas que causaram polêmica, principalmente em território norte-americano, onde a canção obteve maior sucesso, sobretudo em relação ao primeiro lugar nas paradas do Canadá. A MTV censurou o clipe.
Há várias referências a respeito da música na cultura popular. A banda Foo Fighters, num vídeo de divulgação do álbum Wasting Light utilizou da música, com os membros do grupo performando num banheiro nus enquanto se banham. Dave Grohl afirmou que "Body Language" foi escolhida porque a canção "soa como a trilha sonora de um pornô gay". A turnê do álbum se chamou Hot Buns.
A canção, muitas vezes tida por muitos como a pior na história do Queen recebeu críticas negativas da mídia especializada, assim como quase todo o álbum Hot Space.
O B-side do single contém "Life is Real (Song for Lennon)", música da banda escrita por Freddie Mercury em homenagem ao ex-beatle John Lennon, assassinado há cerca de um ano e meio antes.

## Ficha técnica
Banda
- Freddie Mercury - vocais, teclado, baixo (sintetizador) e composição
- Brian May - guitarra
- Roger Taylor - bateria